# Forte de Nossa Senhora da Graça
O Forte de Nossa Senhora da Graça, oficialmente denominado como Forte Conde de Lippe, no Alentejo, localiza-se na freguesia da Caia, São Pedro e Alcáçova, a cerca de um quilómetro a norte da cidade de Elvas, no município do mesmo nome, distrito de Portalegre, em Portugal.
Em posição dominante sobre o chamado Monte da Graça, integrava a defesa da Praça-forte de Elvas e Cidade — Quartel Fronteiriça de Elvas e as suas Fortificações — classificado desde o dia 30 de Junho de 2012 como Património Mundial da Humanidade pela UNESCO. O Forte da Graça estava classificado como Monumento Nacional desde 1910.
A boa posição estratégica do local evidenciou-se durante a Guerra da Restauração, quando as tropas espanholas ocuparam o local durante o cerco à cidade de Elvas no ano de 1658 que precedeu a Batalha das Linhas de Elvas a 14 de Janeiro de 1659.
Em 2014, o Forte Nossa Senhora da Graça foi integrado num novo projeto do Ministério da Defesa Nacional, criado com o apoio do Turismo de Portugal, chamado Turismo Militar, que apresenta roteiros históricos baseados em heróis portugueses.
Devido à forte necessidade de preservação, em 2014 o Forte entrou para a lista bienal do World Monuments Watch.

## História
No século XVII, a posição estratégica do monte da Graça, ocupada por tropas espanholas no contexto da Guerra da Restauração da independência, muito caro custou a Portugal durante o cerco a Elvas (1658–1659).
Um século mais tarde, durante a Guerra dos Sete Anos (1756–1763), a cidade sofreu novo sítio (1762). Com esse fato em mente, sob o reinado de D. José I (1750–1777), tendo o Marquês de Pombal chamado o Marechal Wilhelm von Schaumburg-Lippe, conde de Lippe para reorganizar o Exército português, determinou-lhe traçar planos para a modernização daquela praça-forte.
Os trabalhos do Forte da Graça iniciaram-se em 1763, estendendo-se até ao reinado de D. Maria I (1777–1816), que o inaugurou em 1792, com o nome de Forte Conde de Lippe, militar que havia proposto a sua construção e que comandou o Exército português entre 1762 e 1764. Em 1763 foram precisos quase 30 anos, seis mil homens, quatro mil animais e 120 mil moedas de ouro para a renovação.
O forte resistiu às tropas espanholas durante a chamada Guerra das Laranjas (1801) e, mais tarde, no contexto da Guerra Peninsular, às tropas do general Nicolas Jean de Dieu Soult, que o bombardearam (1811), não chegando a tomá-lo.
Utilizado no passado como prisão militar, o conjunto encontrava-se até 2014 em condições próximas da ruína, aguardando a sua cedência à Câmara Municipal de Elvas para consolidação e restauro. Em Setembro de 2015 foram concluídas as obras de restauro nas infrastruturas, com o objectivo de transformar o forte num museu militar funcional.
Em 2015, foram precisos quase 11 meses, 220 trabalhadores a tempo inteiro e 6,1 milhões de euros para o restaurar e reabilitar a tempo de no dia 27 de novembro de 2015, reabrir as suas portas ao público.

## Características

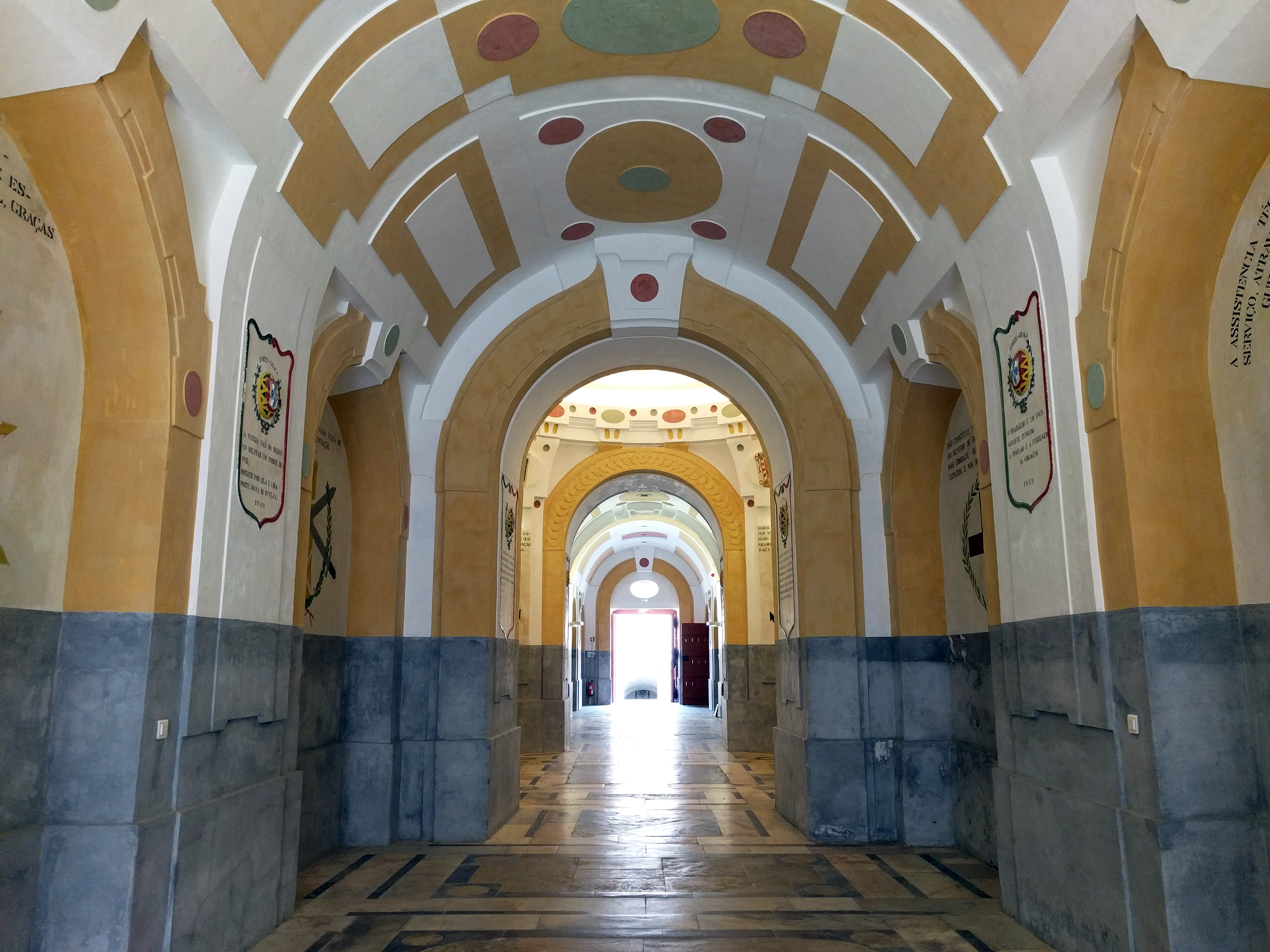
Capela do forte

A estrutura, de planta quadrangular com 150 m de lado, é completada por baluartes pentagonais nos vértices. Quatro revelins cobrem as cortinas, a meio dos quais se inserem o portão monumental (Porta do Dragão) e três poternas.
O corpo central da praça apresenta um reduto elevado, de planta circular, com dois pavimentos e parapeito, abrindo canhoneiras para três ordens de baterias em casamatas. Sobre o reduto, como sua lanterna central, uma torre circular com dois pavimentos abobadados: o primeiro constituindo-se em uma capela decorada e o segundo, na Casa do Governador. Abaixo da capela, escavada na rocha viva, uma cisterna constitui-se em uma de suas obras mais notáveis.
Externamente, a estrutura é completada por um hornaveque com seu revelim e poterna, e por um fosso seco, largo e profundo.